# Angela Jursitzka
Angela Jursitzka (* 25. Oktober 1938 in Böhmisch Leipa als Angela Siegert) ist eine österreichische Schriftstellerin.

## Leben
Angela Jursitzka wurde 1946 aus der Tschechoslowakei vertrieben und kam nach Tirol. Mit fünfzig Jahren begann sie zu schreiben, so beispielsweise als freie Mitarbeiterin für das Innsbrucker Magazin präsent, das im Jahr 1997 eingestellt wurde. Sie lebt in Innsbruck, wo sie als Journalistin und Hausfrau arbeitet. Jursitzka verfasst sowohl belletristische Romane und Jugendbücher als auch Sachbücher. 
Ihr Schwerpunktthema im Sachbuchbereich ist die Eisenbahntechnik und damit verbundene Hochbauten. Hierbei legt Jursitzka einen besonderen Fokus auf Tirol. Gemeinsam mit ihrem Mitautoren Helmut Pawelka veröffentlichte sie im Jahr 2017 ein Buch über den deutschen Eisenbahnpionier Carl von Etzel, der in der Schweiz wirkte. Zudem verfasst Jursitzka Erzählungen und literarische Landschaftsbilder.
Jursitzka engagiert sich in der traditionsreichen Innsbrucker Turmbund Gesellschaft für Literatur und Kunst. ist Mitglied des PEN CLub und der IG Autorinnen Autoren, einem österreichischen Dachverband verschiedener  Schriftsteller-Organisationen.

## Werke

### Romane
- Gauner Gold und Erdbeereis. Jugendkriminalroman. Berenkamp Verlag, Schwaz 1994. ISBN 3-85093-034-3
- Das Gähnen der Götter. Tirol vor 2299 Jahren. Roman. 2003. ISBN 3-85361-092-7
- Alle Kriege wieder. Eine Historie. Verlag Bibliothek der Provinz, Weitra 2015. ISBN 978-3-99028-466-7
- Sprich nicht vom Regen. Vorzukunftsroman. Verlag Bibliothek der Provinz, Weitra 2020, ISBN 978-3990289488

### Werke
Mit Helmut Pawelka:
- Carl von Etzel: Ein Leben für die Eisenbahn, Tyrolia 2017, ISBN 978-3702235987
- Bahn im schroffen Fels: Die Geschichte der Mittenwald- und Außerfernbahn, Alba Publikation 2011, ISBN 978-3870942564
- Tirols Schienenweg in den Süden, Alba Publikation 2007, ISBN 978-3870942441
- Umwege. Von der Römerstraße zum Schienennetz. Verlag Bibliothek der Provinz, Weitra 2023, ISBN 978-3991262121